# Valy 122 (Třeboň)
Valy 122 je budova na stejnojmenné ulici v historickém jádru města Třeboně v Jihočeském kraji. 
Klasicistní jednopodlažní dům s průčelím orientovaným do Trocnovského náměstí je součástí řady dalších domů (Valy 56, Valy 156). Nápadný je díky trojúhelníkovému bíle lemovanému štítu a šambránám okolo oken. Řada prvků domu byla až do roku 2015 původních, např. dřevěný krov.
Při průčelí se nachází nápadná brána vedoucí do bývalého areálu pivovaru. 
V jeho blízkosti se nachází také Novohradská brána a pivovar. 
Dům je památkově chráněný od roku 1958. V roce 2010 jej město prodalo a dům chátral. V roce 2015 prošla budova komplexní rekonstrukcí, při níž byl vyměněn krov a kompletně upraven interiér.